# Linea Kashima
La linea Kashima (鹿島線?, Kashima-sen) è una breve ferrovia a scartamento ridotto di circa 17 km situata in Giappone e interamente gestita da JR East. La linea unisce principalmente la linea Narita gestita dalla JR East, presso la stazione di Katori, nella città omonima della prefettura di Chiba e la linea Ōarai Kashima, delle Ferrovie Kashima Rinkai alla stazione di Kashima Soccer Stadium, a Kashima, nella prefettura di Ibaraki.

## Storia
La ferrovia fu aperta nel 1970 con lo scopo di migliorare l'accesso verso Tokyo della parte meridionale della prefettura di Ibaraki.

## Servizi
Tutti i treni, prima di entrare sulla linea, partono dalla stazione di Sawara, situata ufficialmente sulla linea Narita e terminano alla stazione di Kashima-Jingū. Solo i treni della linea Ōarai Kashima arrivano fino alla stazione di Kashima Soccer Stadium provenendo da Mito. La stazione di Kashima Soccer Stadium è aperta al traffico solamente nel caso di incontri calcistici, in quanto è lo stadio dei Kashima Antlers della J League. Durante i mondiali di calcio del 2002 sono stati predisposti dei treni rapidi speciali per portare i tifosi allo stadio di Kashima.
Da Sawara a Kashima-Jingū sono presenti corse locali ogni 1 o 2 ore durante la giornata. Alcuni treni proseguono oltre Sawara, fino a Narita o Chiba, ed è presente un servizio espresso limitato Ayame che collega Kashima-Jingū con Tokyo la mattina, e il percorso di ritorno la sera. Il treno Ayame all'interno della linea Kashima ferma in tutte le stazioni. Da Kashima-Jingū a Mito sono presenti treni diesel ogni ora.

## Stazioni
| Stazione               | Giapponese             | Distanza (da Katori) | Collegamenti                                          | Posizione | Posizione |
| ---------------------- | ---------------------- | -------------------- | ----------------------------------------------------- | --------- | --------- |
| Sawara                 | 佐原                   | 3.6                  | Alcuni treni da/per Narita via linea Narita           | Katori    | Chiba     |
| Katori                 | 香取                   | 0.0                  | Linea Narita (per Matsugishi e Chōshi)                | Katori    | Chiba     |
| Jūnikyō                | 十二橋                 | 3.0                  |                                                       | Katori    | Chiba     |
| Itako                  | 潮来                   | 5.2                  |                                                       | Itako     | Ibaraki   |
| Nobukata               | 延方                   | 10.4                 |                                                       | Itako     | Ibaraki   |
| Kashima-Jingū          | 鹿島神宮               | 14.2                 |                                                       | Kashima   | Ibaraki   |
| Kashima Soccer Stadium | 鹿島サッカースタジアム | 17.4                 | Linea Ōarai Kashima Linea Kashima Rinkō (linea merci) | Kashima   | Ibaraki   |